# あおぞらワイド
あおぞらワイドは、ニッポン放送の平日10時台から12時台にかけて放送されていた午前のワイドラジオ番組である。1975年3月10日放送開始、1978年3月放送終了。

## 放送時間
| 期間                      | 放送時間                                                                  |
| ------------------------- | ------------------------------------------------------------------------- |
| 1975年3月10日 - 1977年3月 | 月曜日 - 金曜日10:15 - 13:00                                              |
| 1977年4月 - 1977年9月30日 | 月曜日 - 金曜日10:00 - 13:00                                              |
| 1977年10月3日 - 1978年3月 | 月曜日 - 金曜日10:00 - 12:00 （梶みきおの昼休み天国のスタートにより短縮） |

## パーソナリティ
- 月曜日:天田俊明（1976年3月まで）→菊池貞武（1976年4月から・金曜日から移動）
- 火曜日:土居まさる（1977年9月まで）→中村鋭一（1977年10月から）
- 水曜日:油井正一（1976年3月まで）→山城新伍（1976年4月から）
- 木曜日:立川清登
- 金曜日:菊池貞武（1976年3月まで・この後月曜日へ移動）→三遊亭小圓遊（1977年9月まで）→なべおさみ（1977年10月から）
- アシスタント
  - 和田三枝子[1] ほか

## 主なコーナー・内包番組
（）
- うわさの週刊誌
- あおぞら特捜隊
- しあわせ歳時記
- あおぞらバンバン
- わくわく歌謡曲
- ハウスミュージックレター
- あなたの街の時刻（とき）の音
- 商店リレークイズ
- あおぞら商店お隣さんお向かいさん
- 独占!私の時間
- あおぞらリビング
- おふくろさんおかあさん
- あおぞら奥さん
- 野沢那智の奥様お耳を
- テレフォン人生相談
- 晴ればれミュージック
- お笑い昼席
- ロイ・ジェームスのいじわるジョッキー
- ハロー千葉
- 都民ダイヤル
- クラウンレコード1万円クイズ

## テーマ曲
- 番組開始～1977年3月
  - Gunther Schuller & New England Ragtime Ensemble「Sun Flower Slow Drag」